# Abenchara
Abenchara es el nombre de una mujer aborigen de la isla de Gran Canaria —Canarias—, conocida por ser la esposa de Tenesor Semidán, guanarteme de Gáldar, quién gobernó este territorio a finales del siglo XV durante la conquista europea de la isla.

## Nombre
Su nombre nativo aparece tardíamente en la historiografía, pues la primera vez que se menciona es en la obra genealógica del fraile franciscano Juan Suárez de Quintana en el siglo XVIII. Para el filólogo Ignacio Reyes podría traducirse por 'gran desgarro o separación'.
En el siglo XVII el cronista Juan Núñez de la Peña le da el nombre cristiano de Juana, mientras que el genealogista Suárez de Quintana la llama Ana.

## Biografía
Abenchara fue hija del faycán (sacerdote y segunda persona en rango después del guanarteme) Chambeneder. Fue hecha prisionera por el capitán castellano Pedro de Vera durante la conquista de las islas Canarias en el verano de 1482 (su marido Tenesor Semidán fue capturado seis meses más tarde) y fue trasladada a la península ibérica, más concretamente al Alcázar de los Reyes Cristianos de Córdoba, donde residían los Reyes Católicos en ese momento debido a la conquista del reino nazarí de Granada. Ambos recibieron el 31 de agosto a Abenchara, quien estaba embarazada, y le encargaron su cuidado al alcaide del alcázar Juan de Frías, residiendo en el mismo alcázar con los monarcas.
La reina canaria se hallaba gravemente enferma por las vicisitudes del largo viaje y su estado de embarazo, llegando a estar al borde de la muerte durante cuatro semanas. No obstante, se recuperó y el 30 de septiembre dio a luz a una niña llamada Catalina Fernández Guanarteme. Los Reyes Católicos abandonaron el alcázar un día más tarde, dejando indicaciones de que la canaria tuviera todo lo necesario tras el parto. Abenchara permaneció en la fortaleza casi un año más, hasta que su marido Fernando Guanarteme fue a su encuentro el 15 de agosto de 1483 para regresar a las islas Canarias.
Viajaron desde Córdoba a Sevilla, donde pudieron observar que muchos canarios habían sido desterrados de las Canarias debido a las acciones del capitán Pedro de Vera. Fernando y su esposa solicitaron un trato de favor y consiguieron que regresaran más de cuarenta parientes suyos a las islas. Parece ser que Abenchara también fue madre de Guayarmina, más tarde conocida como Margarita Fernández Guanarteme.
El profesor Roberto Hernández Bautista mantiene en su obra Los Semidanes en Canarias que Abenchara repudió a su marido y se casó en segundas nupcias con otro canario cristianizado llamado Juan de las Casas, quien se negó a ir a Tenerife por temor a ser llevado a Castilla y huyó a las montañas. Por ello el capitán Pedro de Vera tomó represalias y esclavizó por segunda vez a Abenchara, trasladándola a Jerez de la Frontera. Tras unos ocho años de cautiverio, su sobrino Juan de Guzmán consiguió liberarla, regresando a Gran Canaria.

## Monumento
En octubre de 2001 el escultor Facundo Fierro, nacido en Las Palmas de Gran Canaria, inauguró un monumento a las reinas Abenchara e Isabel en el patio Mudéjar del Alcázar de los Reyes Cristianos de Córdoba conmemorando este encuentro entre las dos monarcas gracias a la iniciativa del Ayuntamiento de Córdoba, el Cabildo Insular de Gran Canaria y la Casa de Canarias en Madrid.